# Ephydra hians
Ephydra hians ist eine Art der Salzfliegen (Ephydridae). Die Art wird in ihrer nordamerikanischen Heimat alkali fly genannt.

## Merkmale
Die kleine Fliegenart erreicht eine Körperlänge von 4 bis 7 Millimeter und gehört damit in ihrer Gattung schon zu den größeren Arten. Der Körper ist einheitlich braun gefärbt, wirkt aber durch eine mehr oder weniger dichte, wachsartige Bestäubung grau. Nur die Stirn (Mesofrons) ist unbestäubt und glänzend, manchmal mit grünlichem Metallschimmer. Die Art besitzt eine recht dichte und auffallende Behaarung aus schwarz gefärbten Setae. Die Membran der Flügel ist rauchbraun getrübt, mit brauner Aderung. Die Art ist von anderen Arten der Familie nur nach Detailmerkmalen der Beborstung (Chaetotaxis) und der Morphologie der männlichen Begattungsorgane sicher unterscheidbar.
Die Larven des dritten (letzten) Larvenstadiums sind knapp 10 bis 12 Millimeter lang. Sie sind zylindrisch mit einer langen, flexiblen, rückziehbaren Atemröhre am Hinterende, auch die ersten beiden vorderen Segmente können rückgezogen werden. Der vorderste Abschnitt, der den rudimentären Kopf bildet, ist meist eingezogen und nicht sichtbar. Das Integument der Larve ist weißlich grau, etwas lederartig verstärkt und durchscheinend, mit einer undeutlichen Zeichnung aus dunklen Flecken oder Querbändern auf der Oberseite, die durch winzige Dörnchen skulpturiert ist. Das fünfte bis elfte Körpersegment trägt jeweils ein Paar von recht langen, flexiblen Scheinfüßchen, jeweils mit einem Kranz von Klauen am Ende. Das zwölfte Segment ist ein unpaares Scheinfüßchen. Das Atemrohr am Hinterende ist zum Ende hin zweigeteilt, jeder der Äste mit jeweils zwei schwach sklerotisierten offenen Stigmen, es trägt außerdem nahe der Basis zwei lange, fadenartige einziehbare Analpapillen. Der kleine, rudimentäre Kopfabschnitt ist zweilappig, mit einem Paar sehr kleiner, dreigliedriger Antennen. Die beiden Mundhaken sind gelb gefärbt und löffelförmig. Die Puppe erreicht etwa 7 bis 8,5 Millimeter Körperlänge, mit einer ca. 4 bis 5 Millimeter langen Atemröhre, ähnlich wie die Larve. Sie ist durchscheinend bräunlich gefärbt und steif, der Körper nach oben hin eingekrümmt. Die Scheinfüßchen des siebten und achten Segments bilden mit demjenigen des zwölften Segments eine Klammervorrichtung.

## Ökologie und Lebensweise

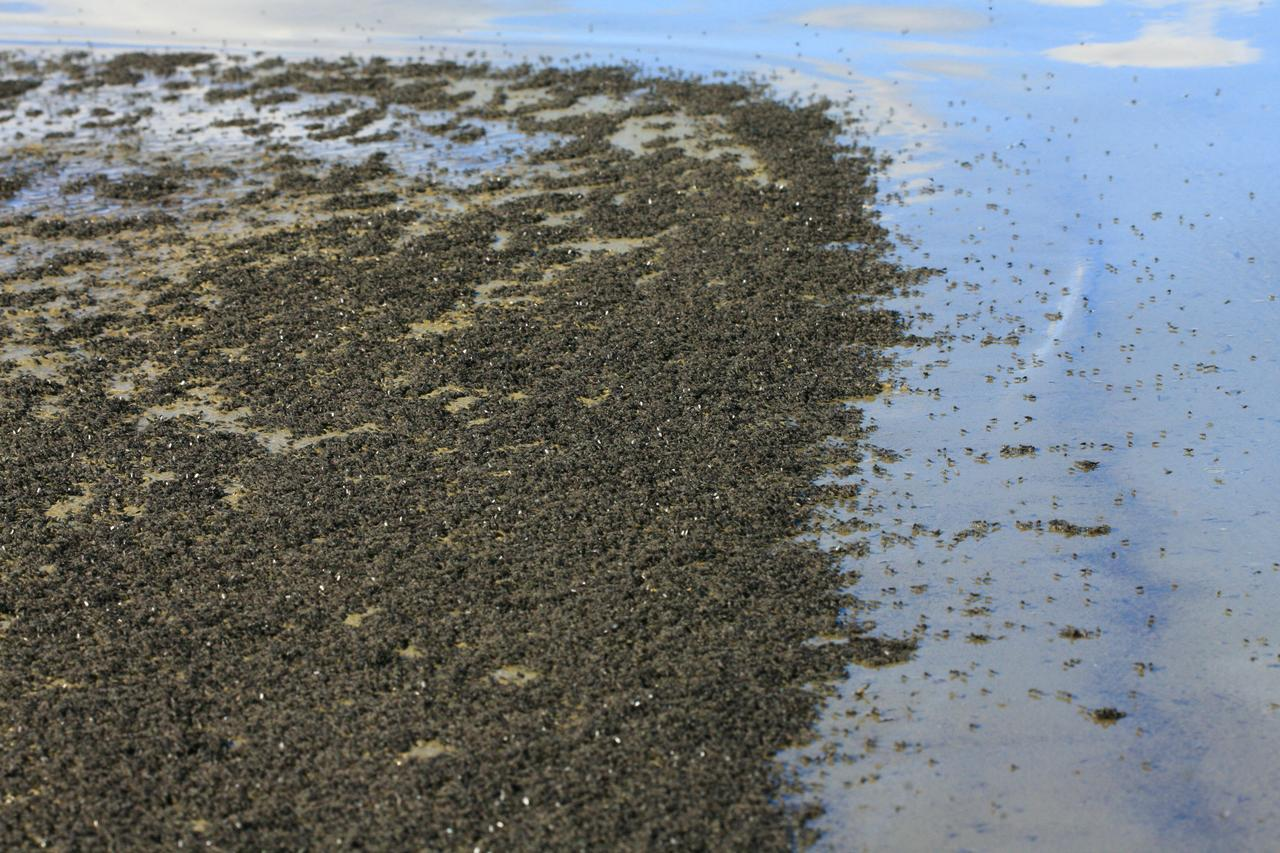
Durch eine dichte Ansammlung von Salzfliegen der Art ist das Ufer des Mono Lake, Kalifornien schwarz gefärbt

Die Larven der Art leben und entwickeln sich in flachen Salzseen des westlichen nordamerikanischen Binnenlandes, von Mexiko bis in den Süden Kanadas. Sie ist insbesondere typisch für Sodaseen mit salzigem und zugleich kalkreichem, alkalischem Wasser. In Gezeitentümpeln und Lagunen der amerikanischen Westküste fehlt die Art hingegen, sie wird hier durch andere Arten der Gattung Ephydra ersetzt. Besonders charakteristisch ist die Art für den kalifornischen Mono Lake, sie ist in diesem der einzige Vertreter der Gattung. Im Großen Salzsee in Utah kommt sie zwar vor, ist hier aber weitaus seltener als Ephydra gracilis. Nach einer Analyse der ökologischen Ansprüche und des Verbreitungsbildes der Ephydra-Arten der Great Plains ist Ephydra hians charakteristisch für stark salzige und dabei alkalische, größere Gewässer. In salzigen, aber karbonatarmen Binnengewässern wird sie von Ephydra gracilis abgelöst, in kleinen und temporären Gewässern, meist geringerer Salinität, überwiegen Ephydra auripes und Ephydra packardi.
Die Larven leben am Grund der Salzseen, meist in Ufernähe, bevorzugt auf den harten ausgefällten Tuffsteinkrusten, aber etwas seltener auch auf weichen Substraten wie Sand oder Schlick, wo sie sich von Algen und organischem Detritus ernähren. Sie besitzen ein langes Atemrohr, mit dem sie Luftsauerstoff aufnehmen können, sind darauf aber nicht angewiesen. Oft leben sie völlig untergetaucht, das Atemrohr wirkt dann als Kieme. Die Puppen (eigentlich Puparien; in die letzte Larvenhaut eingeschlossene Puppen) klammern sich zur Verwandlung an harte Gegenstände wie ins Wasser gefallene Zweige an. Oft sind allerdings nicht genug Klammerstrukturen vorhanden, dann lassen sie sich einfach zu Boden sinken. Zur Eiablage klettern die Weibchen an einem Grashalm oder einer anderen überhängende Struktur, oder an den harten, ausgefällten Tuffkalkkrusten ins Wasser, wobei sie von einer Luftblase eingehüllt bleiben, oft landen sie aber einfach auf der Wasseroberfläche und lassen die Eier zu Boden sinken.
Die Larven durchlaufen die drei Larvenstadien in 15 bis 58 Tagen, unter Nahrungsmangel und ungünstigen Bedingungen bis 120 Tagen.
In den extremen Ökosystemen der Salzseen bilden die Larven dieser Art, und anderer Vertreter der Gattung bei höherer Salinität meist neben Salzkrebsen der Art Artemia franciscana (wobei die Population des Mono Lake von einigen Taxonomen als Artemia monica abgetrennt wird) das einzige höhere Leben. In diesem extrem artenarmen Ökosystem können sie aber ungeheure Individuendichten erreichen. Auf günstigem Untergrund (Kalktuff) leben mehr als 10.000 Larven pro Quadratmeter Seegrund, und selbst auf ungünstigen (Sand) sind es noch etwa 550 pro Quadratmeter.
Die teilweise in extremen Dichten lebenden Fliegen und ihre Larven und Puppen sind von hoher Bedeutung im lokalen Ökosystem. Drei Vogelarten, Wilson-Wassertreter, Schwarzhalstaucher und Kaliforniermöwe, treten an Salzseen wie dem Mono Lake in hohen Dichten auf, die durch dieses günstige Nahrungsangebot erklärt werden können. Das indigene Volk der Paiute erntete in früheren Zeiten die Puppen als Speiseinsekten auch für den menschlichen Verzehr.

## Taxonomie und Systematik
Die Gattung Ephydra ist beinahe weltweit, im Schwerpunkt holarktisch, in Eurasien, Afrika und in Nordamerika, verbreitet, sie kommt südlich bis Mexiko vor und fehlt in Südamerika (und in Australien). Sie bildet mit etwa zehn anderen Gattungen die Tribus Ephydrini.
Die Art gehört in die Untergattung Hydropyrus Cresson und ist deren Typusart.

## Tauchfähigkeit
Die Imagines der Art sind dadurch bemerkenswert, dass sie, eingeschlossen in eine Luftblase, im Wasser untertauchen können, ohne dabei benetzt und dadurch nass zu werden. Dieses Verhalten beschrieb bereits vor über 150 Jahren der Schriftsteller Mark Twain bei einem Besuch des Mono Lakes. Bei experimentellen Untersuchungen zeigte sich, dass die Kombination aus einer dichten, kurzen Behaarung und der durch eingelagerte langkettige Kohlenwasserstoffe unbenetzbaren Körperoberfläche den Effekt erklärt. Da das carbonatreiche alkalische Wasser von Salzseen wie dem Mono Lake die Benetzbarkeit gegenüber reinem Wasser deutlich verstärkt, weist die Art gegenüber anderen Fliegenarten eine deutlich geringere Benetzbarkeit auf. Dennoch kommen große Mengen Fliegen im Lebensraum dann ums Leben, wenn die Oberflächenspannung etwa durch bei der Zersetzung von Pflanzenmaterial gebildete Substanzen herabgesetzt wird.